# Green Bay Packers 1939
La stagione 1939 dei Green Bay Packers è stata la 19ª della franchigia nella National Football League. La squadra, allenata da Curly Lambeau, ebbe un record di 9-2, terminando prima nella NFL Western division.
Nella finale di campionato, i Packers sconfissero i New York Giants 27-0, conquistando il loro quinto titolo. Fu la prima volta che una squadra non subì alcun punto in finale.

## Roster
- Frank Balasz #35, FB
- Charles Brock #29, C
- Hank Bruder #5, QB
- Buford "Baby" Ray #44, T
- Larry Buhler #52, FB
- Larry Craig #54, QB
- Paul Engebretsen #34, G
- Milton Gantenbein #22, E
- Charles Goldenberg #43, G
- Tom Greenfield #56, C
- John Biolo #32, G

- Arnie Herber #38, HB
- Clarke Hinkle #30, FB
- Don Hutson #14, E
- Cecil Isbell #17, HB
- Harry Jacunski #48, E
- Eddie Jankowski #7, FB
- Paul Kell #41, T
- James Lawrence #51, HB
- Joe Laws #24, HB
- William Lee #40, T

- Willard "Russ" Letlow #46, G
- Allan Moore #55, E
- Carl "Moose" Mulleneaux #19, E
- Lee Mulleneaux #1X
- Charles Schultz #60, T
- Ernie Smith #45, T
- Earl "Bud" Svendsen #53, C
- Pete Tinsley #21, G
- Andy Uram #42, HB
- Richard Weisgerber #33, HB
- Gust Zarnas #63, G

Fonte: "The Green Bay Packers," in Howard Roberts, Who's Who in the Major Leagues Football. Chicago: B.E. Callahan, [1940]; pp. 2–3 e foto di squadra a pg. 24. Le cifre delle maglie illeggibili sono indicate con X.

## Calendario
| Stagione regolare |              |                        |           |
| Turno             | Data         | Avversario             | Risultato |
| 1                 | 17 settembre | Chicago Cardinals      | V 14–10   |
| 2                 | 24 settembre | Chicago Bears          | V 21–16   |
| 3                 | 1 ottobre    | Cleveland Rams         | S 27–24   |
| 4                 | 8 ottobre    | Chicago Cardinals      | V 27–20   |
| 5                 | 22 ottobre   | Detroit Lions          | V 26–7    |
| 6                 | 29 ottobre   | Washington Redskins    | V 24–14   |
| 7                 | 5 novembre   | at Chicago Bears       | S 30–27   |
| 8                 | 12 novembre  | at Philadelphia Eagles | V 23–16   |
| 9                 | 19 novembre  | at Brooklyn Dodgers    | V 28–0    |
| 10                | 26 novembre  | at Cleveland Rams      | V 7–6     |
| 11                | 3 dicembre   | at Detroit Lions       | V 12–7    |

### Playoff
| Playoff |                  |                 |           |
| Turno   | Data             | Avversario      | Risultato |
| Finale  | 10 dicembre 1939 | New York Giants | V 27–0    |

## Classifiche
| NFL Western Division |   |    |   |      |     |     |     |     |
|                      | V | S  | P | %    | DIV | PF  | PS  | STR |
| Green Bay Packers    | 9 | 2  | 0 | .818 | 6–2 | 233 | 153 | V4  |
| Chicago Bears        | 8 | 3  | 0 | .727 | 6–2 | 298 | 157 | V4  |
| Detroit Lions        | 6 | 5  | 0 | .545 | 4–4 | 145 | 150 | V4  |
| Cleveland Rams       | 5 | 5  | 1 | .500 | 4–4 | 195 | 164 | V1  |
| Chicago Cardinals    | 1 | 10 | 0 | .091 | 0–8 | 84  | 254 | S8  |

Nota:  i pareggi non venivano conteggiati ai fini della classifica fino al 1972.